# Stan Stane

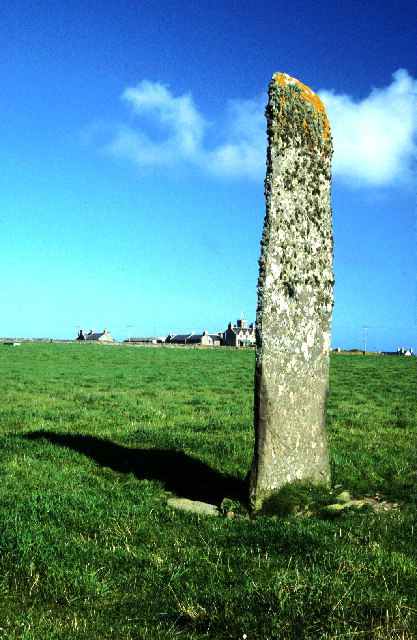
Der Stan Stane – im Hintergrund Holland house

Der durchlochte Menhir Stan Stane ist ein Lochstein, der beim Holland house auf North Ronaldsay, der nördlichsten Insel der Orkney steht. Es ist der einzige Megalith auf dieser Insel. Sein aus dem  nordischen Dialekt stammender Name bedeutet „Stehender Stein“. Es wurde vermutet, dass der einsame Monolith zu einem Steinkreis gehört hat, von dessen Art einst einige im Bereich von „Tor Ness“ standen.
Der über vier Meter hohe, etwa 60 cm dicke und knapp einen Meter breite Menhir (englisch Standing Stone) verjüngt sich von seiner Basis nach oben. Wie der Odin Stone auf Mainland ist der Stan Stane perforiert. Das Loch liegt etwa zwei Meter über dem Boden. Es liegt somit ungewöhnlich hoch und ist viel kleiner als bei anderen Lochsteinen. Damit ist es unwahrscheinlich, dass es mit der an Lochsteinen überlieferten Tradition verbunden werden kann. 
Der Stein war jedoch Versammlungsort für einen alten Neujahrsbrauch auf North Ronaldsay, bei dem sich die Inselbewohner um ihn zum Singen versammelten. Ende des 18. Jahrhunderts schrieb der Reverend William Clouston, von Sanday: „Der Schreiber hat am Neujahrstag 50 der Einwohner dort versammelt gesehen. Sie tanzten bei Mondschein und sangen.“ Damit gehört die Zeremonie zu einer Reihe von überlieferten Yule-Traditionen, die sich mit Menhiren verbinden lassen, deren Feiern jedoch von Mittwinter auf den Jahreswechsel verlegt wurden.